# Kavalanjärvi
Kavalanjärvi är en sjö i Finland. Den ligger i kommunen Miehikkälä i landskapet Kymmenedalen, i den södra delen av landet, 170 km öster om huvudstaden Helsingfors. Kavalanjärvi ligger 21 meter över havet. Arean är 49,4 hektar och strandlinjen är 7,04 kilometer lång. Sjön  ingår i Urpalanjokis huvudavrinningsområde. 